# 온핌

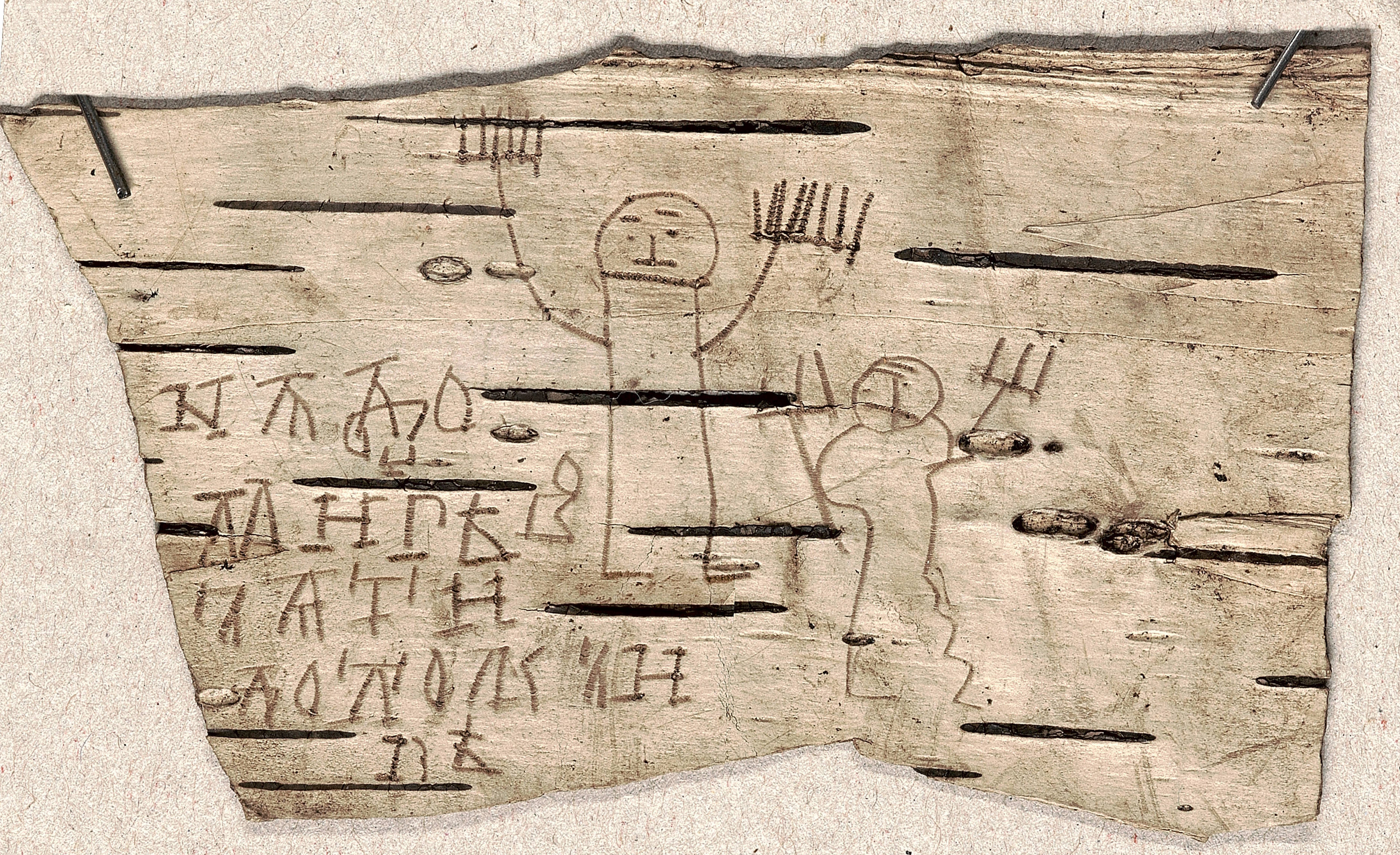
자작목피 필사본 202번.

벨리키노브고로드에 설치된 온핌 동상

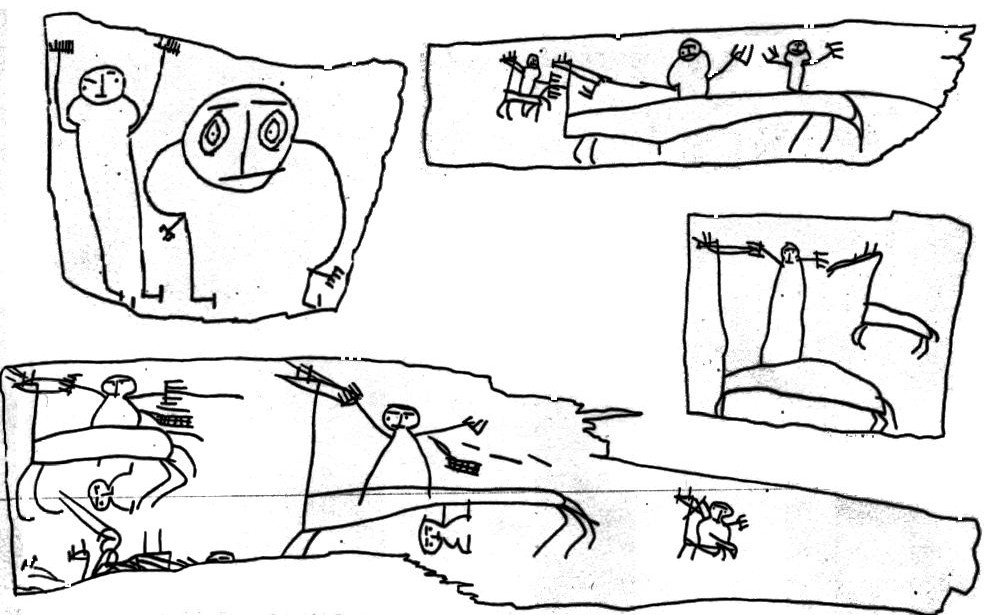
온핌의 그림

온핌(러시아어: Онфим, 고대 노브고로드어: онѳиме, 라틴어: Anthemius 안테미우스[*])은 13세기(1260년경) 노브고로드 공화국에 살았던 소년이다. 자작목피에 학교 필기와 숙제를 써 남긴 것이:38 노브고로드의 점토흙 속에 파묻혀 보존되어 발굴되었다. 이 필기를 남겼을 당시 온핌은 6세 내지 7세 정도였으며, 필기는 고노브고로드어로 작성되었다. 필기 뿐 아니라 다양한 낙서도 남겼다.:184
러시아 상트페테르부르크에서 남쪽으로 200 킬로미터 떨어진 곳에 있는 벨리키노브고로드는 지금은 그저그런 소도시지만, 루스인들이 세운 도시들 중 가장 오래된 도시이며 노브고로드 공화국의 수도였던 유서깊은 곳이다. 공화국의 수도였던 노브고로드시는 자작나무 숲으로 둘러쌓여 있는데, 수 세기 동안 노브고로드 주민들은 부드러워서 쉽게 긁어내지는 자작나무 목피에 글을 썼다.:184 1951년부터 벨리키노브고로드 일대에서 1,100 점 이상의 자작나무 목피가 발견되고 있다.:7
온핌은 17점의 자작목피를 남겼다. 그 중 12점은 그림낙서가 함께 있고, 5점은 글만 있다. 글만 있는 목피들은 학교 숙제들인데, 알파벳을 외우기 위한 성경(주로 시편) 깜지들이다.:203 시편이 가장 익숙했던 것인지,:101 “주님 당신의 종 온핌을 도우소서”처럼 시편 6장 2절 또는 27장 3절을 패러디한 구절도 보인다.:103 그림에는 기사, 말, 화살, 쓰러진 적 같은 것들이 그려져 있다.

## 내용
199번 목피 뒷면에는 무언가 정체를 알 수 없는 상상의 동물을 그리고 온핌 자신을 그 괴물과 동일시했다. 괴물은 목이 길고 뾰족한 귀와 구불거리는 꼬리를 가졌다. 입에서는 화살 또는 불을 뿜어낸다. 그리고는 상자 아래에 “나는 괴물이다”라고 써 놓았다(상자 안의 좀 긴 글은 "온핌이 다닐로에게"라는 뜻이다).:102 이 낙서를 한 199번 자작목피 앞면은 알파멧 외우기를 위한 깜지다.:105
200번 목피의 그림은 말에 탄 기수가 땅에 쓰러진 누군가를 기병창으로 찌르는 장면을 묘사하고 있다. 학자들은 온핌이 스스로를 기수로 묘사한 것이라고 생각한다.
205번 목피에는 알파벳을 좀 써놓고 중간에 자기 이름을 의미하는 "온"을 쓴 뒤 아래 절반에는 노를 젓는 배로 보이는 낙서를 해 놓았다.:104
206번 목피에도 알파벳 깜지가 좀 있으며, 꼬마 온핌과 친구들의 "자화상"으로 보이는 낙서가 있다.:522